# Dorcadion profanifuga
Dorcadion profanifuga är en skalbaggsart som beskrevs av Plavilstshikov 1951. Dorcadion profanifuga ingår i släktet Dorcadion och familjen långhorningar.
Artens utbredningsområde är Kazakstan. Inga underarter finns listade i Catalogue of Life.